# 5619 Шейр
5619 Шейр (5619 Shair) — астероїд головного поясу, відкритий 26 квітня 1990 року.
Тіссеранів параметр щодо Юпітера — 3,238.